# Жыланды (Улытауский район)
Жыланды (каз. Жыланды) — село в Улытауском районе Улытауской области Казахстана. Административный центр Сарысуского сельского округа. Находится примерно в 173 км к юго-востоку от районного центра, села Улытау. Код КАТО — 356075100.

## Население
В 1999 году население села составляло 1209 человек (621 мужчина и 588 женщин). По данным переписи 2009 года, в селе проживали 972 человека (517 мужчин и 455 женщин).